# Cymatomera paradoxa
Cymatomera paradoxa är en insektsart som beskrevs av Gerstaecker 1869. Cymatomera paradoxa ingår i släktet Cymatomera och familjen vårtbitare. Inga underarter finns listade i Catalogue of Life.